# مزرعة بروك
مزرعة بروك، المعروفة أيضًا باسم معهد مزرعة بروك للزراعة والتعليم، أو جمعية مزرعة بروك للصناعة والتعليم، كانت تجربة طوباوية في الولايات المتحدة الأمريكية في أربعينيات القرن التاسع عشر تقوم على فكرة العيش الجماعي. أسس «مزرعة بروك» كاهنُ الكنيسة التوحيدية جورج ريبلي مع زوجته صوفيا ريبلي، وكان ذلك داخل مزرعة إيليس في حي روكسبيري الغربي في ولاية ماساتشوستس الأمريكية (تبعد 9 أميالٍ -أي 14.5 كم- عن وسط مدينة بوسطن)، في عام 1841. استُلهمت فكرة المزرعة من معتقدات الفلسفة المتعالية، وهي عقيدة دينية وفلسفة ثقافية نشأت في إقليم نيو إنجلاند. أُسست المزرعة على أنها شركة مساهمة، وأُعطي المشاركون وعودًا بتحصيل جزء من الأرباح التي تجنيها المزرعة مقابل أداء عمل معين بالتساوي بين جميع المشاركين. آمن مزارعو بروك بأنهم سيتمكنون -من خلال تقاسم عبء العمل- من الحصول على الوقت الكافي للقيام بالأنشطة الترفيهية والمساعي الفكرية. استندت الحياة في مزرعة بروك على التوازن بين الكد والترفيه اللذين يعملان معًا لصالح الوصول إلى مجتمع أفضل. يمكن لكل عضو في المزرعة أن يختار القيام بأي عمل يرغب به، ويحصل الجميع في المقابل -بمن فيهم النساء- على نفس الأجر. كانت الموارد المالية التي يتقاسمها أفراد المجتمع تأتي من بيع المحاصيل الزراعية والمنتجات اليدوية كالملابس، ومن خلال رسوم الدخول التي يدفعها زوار المزرعة، أما المصدر الرئيسي للدخل فقد كان المدرسة التي أشرفت عليها السيدة ريبلي. كانت هذه المدرسة حضانة، ومدرسة ابتدائية، ومدرسة تحضيرية للمرحلة الجامعية، اجتذبت طلابًا من مختلف أنحاء العالم، وكان كل طالب في المدرسة مسؤولًا عن تعليمه الخاص. أتاحت المدرسة أيضًا التعليم للبالغين.
لم يكن المجتمع داخل مزرعة بروك مستقرا أبدًا، وواجه صعوبة في الاستفادة من الأعمال الزراعية. تبنى مزارعو بروك بحلول عام 1844 نموذجًا اجتماعيًا قائمًا على المفاهيم الاشتراكية لشارل فورييه، وبدأوا بنشر «النذير» كمجلة غير رسمية تروج لأفكار فورييه. بدأ أفراد مجتمع مزرعة بروك -متبعين أفكار.

## مزرعة بروك
مزرعة بروك، المعروفة أيضًا باسم معهد مزرعة بروك للزراعة والتعليم، أو جمعية مزرعة بروك للصناعة والتعليم، كانت تجربة طوباوية في الولايات المتحدة الأمريكية في أربعينيات القرن التاسع عشر تقوم على فكرة العيش الجماعي. أسس «مزرعة بروك» كاهنُ الكنيسة التوحيدية جورج ريبلي مع زوجته صوفيا ريبلي، وكان ذلك داخل مزرعة إيليس في حي روكسبيري الغربي في ولاية ماساتشوستس الأمريكية (تبعد 9 أميالٍ -أي 14.5 كم- عن وسط مدينة بوسطن)، في عام 1841. استُلهمت فكرة المزرعة من معتقدات الفلسفة المتعالية، وهي عقيدة دينية وفلسفة ثقافية نشأت في إقليم نيو إنجلاند. أُسست المزرعة على أنها شركة مساهمة، وأُعطي المشاركون وعودًا بتحصيل جزء من الأرباح التي تجنيها المزرعة مقابل أداء عمل معين بالتساوي بين جميع المشاركين. آمن مزارعو بروك بأنهم سيتمكنون -من خلال تقاسم عبء العمل- من الحصول على الوقت الكافي للقيام بالأنشطة الترفيهية والمساعي الفكرية. استندت الحياة في مزرعة بروك على التوازن بين الكد والترفيه اللذين يعملان معًا لصالح الوصول إلى مجتمع أفضل. يمكن لكل عضو في المزرعة أن يختار القيام بأي عمل يرغب به، ويحصل الجميع في المقابل -بمن فيهم النساء- على نفس الأجر. كانت الموارد المالية التي يتقاسمها أفراد المجتمع تأتي من بيع المحاصيل الزراعية والمنتجات اليدوية كالملابس، ومن خلال رسوم الدخول التي يدفعها زوار المزرعة، أما المصدر الرئيسي للدخل فقد كان المدرسة التي أشرفت عليها السيدة ريبلي. كانت هذه المدرسة حضانة، ومدرسة ابتدائية، ومدرسة تحضيرية للمرحلة الجامعية، اجتذبت طلابًا من مختلف أنحاء العالم، وكان كل طالب في المدرسة مسؤولًا عن تعليمه الخاص. أتاحت المدرسة أيضًا التعليم للبالغين.
لم يكن المجتمع داخل مزرعة بروك مستقرا أبدًا، وواجه صعوبة في الاستفادة من الأعمال الزراعية. تبنى مزارعو بروك بحلول عام 1844 نموذجًا اجتماعيًا قائمًا على المفاهيم الاشتراكية لشارل فورييه، وبدأوا بنشر «النذير» كمجلة غير رسمية تروج لأفكار فورييه. بدأ أفراد مجتمع مزرعة بروك -متبعين أفكار فورييه- ببناء مبنىً طموح أطلقوا عليه اسم فلانستير. واجه المجتمع -بعد انهيار المبنى غير المدعم بفعل حريق- دمارًا اقتصاديًا، ولم يتعافَ منه بعدها أبدًا. أُغلقت المزرعة بالكامل بحلول عام 1847. على الرغم من فشل تجربة المجتمع المحلي، رأى العديد من مزارعي بروك في تجربتهم هذه أمرًا إيجابيًا. كان تشارلز لين -مؤسس مجتمع آخر مُمثلًا للمدينة الفاضلة تحت اسم «فروتلاندز» - أحد منتقدي المزرعة. كان الروائي الأمريكي ناثانيال هاوثورن أحد مؤسسي مزرعة بروك بالرغم من أنه لم يكن متمسكًا بقوة بمبادئ المجتمع. حول هاوثورن في ما بعد تجربته في المزرعة إلى رواية خيالية أسماها «حب بليثديل» صدرت في عام 1852.
بعد فشل مشروع المزرعة، شُغّل العقار لمدة 130 عامًا من قبل منظمة أللوثرية كملجأ للأيتام في بداية الأمر، وبعدها كمركز علاج، ثم كمدرسة. تدمرت أبنية المزرعة بفعل الحرائق التي وقعت على مر السنين. استحوذت ولاية ماساتشوستس في عام 1988 على 148 فدانًا (60 هكتارًا) من مساحة المزرعة، وتديرها اليوم مصلحة حفظ الموارد الطبيعية والمصائد على أساس كونها معلمًا تاريخيًا. كانت مزرعة بروك من أوائل مواقع ولاية ماساتشوستس التي توضع في قائمة السجل الوطني للمواقع التاريخية، وصُنفت كموقع تاريخي وطني. في عام 1977، صنفت لجنة معالم مدينة بوسطن مزرعة بروك كمعلم من معالم المدينة، وهو أعلى تصنيف في بوسطن للأماكن التاريخية.

## التاريخ

### التخطيط والمرجعية
أعلن جورج ريبلي في شهر أكتوبر من عام 1840 أمام نادي الفلسفة المتعالية أنه كان بصدد التخطيط لإنشاء مجتمع طوباوي. استندت مزرعة بروك (كما سيُطلق عليها لاحقًا) على مبادئ الفلسفة المتعالية، فقد آمن مؤسسوها بإمكانية استمرار المجتمع من خلال تضافر جهود الأفراد الذين يمتلكون بالمقابل الوقت الكافي للقيام بالأبحاث العلمية والأنشطة الثقافية. كان من المفترض للمزرعة أن تكون مثالًا يُحتذى به لبقية العالم، وذلك بالاستناد إلى مبادئ «العمل دون مشقة، والمساواة الحقيقية بدون ابتذال». في مزرعة بروك، كان يُنظر إلى العمل الذي يستلزم جهدًا بدنيًا -كما هو الحال في بقية المجتمعات- على أنه حالة من الصحة العقلية والجسدية. كانت مزرعة بروك واحدة من 80 تجربة مجتمعية نشطة في الولايات المتحدة الأمريكية في أربعينيات القرن التاسع عشر، وكانت أول تجربة مدنية بينها. كان ريبلي مؤمنًا بأن تجربته في مزرعة بروك ستكون نموذجًا لبقية المجتمع. توقع ريبلي: «سيكون مشروع مزرعة بروك -إذا نُفّذ بحكمة- نورًا يُضيء هذا البلد وهذا الزمن. إن لم يُكتب لهذا المشروع أن يكون الشمس التي تشرق علينا، فسيكون بمثابة نجم الصباح». مع ازدياد عدد المهتمين بالمشاركة في التخطيط للمجتمع، نقل ريبلي الاجتماعات من منزله إلى مكتبة ويست ستريت التي كانت تُديرها إليزابيث بالمير بيبودي.

### البدايات
شكل ريبلي مع زوجته صوفيا في عام 1841 شركة مساهمة مع 10 آخرين من المستثمرين الأوائل. باع ريبلي أسهم الشركة بسعر 500 دولار للسهم الواحد، ووعد بتوزيع 5% من الأرباح لكل مستثمر. أُعطي المستثمرين أيضًا حق التصويت على اتخاذ القرارات ووُقّعت عقود توظيف مع العديد من المستثمرين كمديرين في المنشأة. اختارت عائلة ريبلي أن تبدأ تجربتها بمشروع مزرعة للألبان مملوكة من قبل تشارلز وماريا مايو إيليس، وتقع في حي ويست روكسبيري بولاية ماساتشوستس بالقرب من منزل ثيودور باركر. بدأت عائلة ريبلي بجمع الأموال، إذ عقد الزوجان اجتماعًا في مكتبة بيبودي لجمع 10 آلاف دولار لإتمام عملية الشراء الأولية للمزرعة. على الرغم من أن المستثمرين قد بدأوا عملية الانتقال إلى المزرعة في شهر أبريل من عام 1841، فلم تكتمل عملية شراء الموقع إلا في11 أكتوبر من نفس السنة مقابل 10500 دولار. وُصفت المزرعة -التي تبلغ مساحتها 170 فدانًا (0.69 كم مربعًا) والتي تقع على بعد 8 أميال (13 كيلومترًا) عن مدينة بوسطن- في كُتيب بأنها «مكان ذو جمال طبيعي خلاب، يجمع بين القرب المناسب من المدينة من جهة، والعزلة والتحرر من التأثيرات غير المحببة لها من جهة أخرى، وهو أمر نادرٌ حتى في المناطق القروية». شملت المشتريات أيضًا مزرعة كيث التي تبلغ مساحتها 22 فدانًا (89 ألف متر مربع) تقريبًا، «تتألف من مزرعة فيها مسكن وحظيرة ومبانٍ إضافية ملحقة بها». نُشر الإشعار العام للمجتمع في شهر أغسطس من عام 1841، «المجتمع في ويست روكسبيري، بولاية ماساتشوستس»، ومن المرجح أنه كُتب من قبل إليزابيث بالمر بيبودي. على الرغم من بدء المشروع بعشرة مستثمرين فقط، فإن عدد مزارعي بروك قد أصبح في نهاية الأمر نحو 32 شخصًا. دُعيت الكاتبة والمحررة مارغرت فولر لزيارة مزرعة بروك، وعلى الرغم من أنها لم تكن عضوًا رسميًا في المجتمع، لكنها كانت تقوم بزيارات متكررة للمزرعة، وغالبًا ما كانت تقضي فيها ليلة رأس السنة. تلقّى ريبلي العديد من طلبات الانضمام للمجتمع، وخصوصًا من قبل الأشخاص الذين لم يكن وضعهم الاقتصادي جيدًا، أو أولئك الذين كانوا يعانون من حالة صحية سيئة. على أية حال، كانت العضوية الكاملة في المزرعة فقط من نصيب الأشخاص الذين ساهموا بشراء أسهم الشركة التي يبلغ سعرها 500 دولار للسهم الواحد.